# Virginia Slims Circuit 1975
Il Virginia Slims Circuit 1975 è iniziato il 6 gennaio con il Virginia Slims of California e si è concluso il 6 aprile con la finale del Virginia Slims Championships.
Nel 1975 la Virginia Slims, che aveva sponsorizzato la maggior parte degli eventi negli anni precedenti, decise di promuovere solo 11 tornei, tutti disputati negli Stati Uniti nella prima parte dell'anno da gennaio a marzo. In quest'anno venne introdotto il primo sistema per determinare il ranking ufficiale che sarebbe servito per compilare le entry dei tabelloni dei tornei

## Gennaio
| Settimana  | Torneo                                                                                   | Vincitrici                            | Finaliste                    | Semifinaliste                     | Eliminate ai quarti                                         |
| ---------- | ---------------------------------------------------------------------------------------- | ------------------------------------- | ---------------------------- | --------------------------------- | ----------------------------------------------------------- |
| 6 gennaio  | Virginia Slims of California 1975 San Francisco, USA Sintetico indoor Singolare - Doppio | Chris Evert 6–1, 6–1                  | Billie Jean King             | Martina Navrátilová Virginia Wade | Sue Stap Nancy Gunter Julie Heldman Françoise Dürr          |
| 6 gennaio  | Virginia Slims of California 1975 San Francisco, USA Sintetico indoor Singolare - Doppio | Chris Evert Billie Jean King 6–2, 7–5 | Rosie Casals Virginia Wade   | Martina Navrátilová Virginia Wade | Sue Stap Nancy Gunter Julie Heldman Françoise Dürr          |
| 13 gennaio | Virginia Slims of Sarasota 1975 Sarasota, USA Sintetico indoor Singolare - Doppio        | Billie Jean King 6–2, 6–3             | Chris Evert                  | Virginia Wade Julie Heldman       | Raquel Giscafré Nancy Gunter Kerry Melville Wendy Overton   |
| 13 gennaio | Virginia Slims of Sarasota 1975 Sarasota, USA Sintetico indoor Singolare - Doppio        | Chris Evert Billie Jean King 6–2, 7–5 | Betty Stöve Virginia Wade    | Virginia Wade Julie Heldman       | Raquel Giscafré Nancy Gunter Kerry Melville Wendy Overton   |
| 27 gennaio | Virginia Slims of Washington 1975 Washington, USA Sintetico indoor Singolare - Doppio    | Martina Navrátilová 6–3, 6–1          | Kerry Melville               | Virginia Wade Margaret Court      | Chris Evert Valerie Ziegenfuss Janet Newberry Wendy Overton |
| 27 gennaio | Virginia Slims of Washington 1975 Washington, USA Sintetico indoor Singolare - Doppio    | Françoise Dürr Betty Stöve 6–3, 6–4   | Helen Gourlay Kerry Melville | Virginia Wade Margaret Court      | Chris Evert Valerie Ziegenfuss Janet Newberry Wendy Overton |

## Febbraio
| Settimana   | Torneo                                                                              | Vincitrici                                    | Finaliste                       | Semifinaliste                      | Eliminate ai quarti                                          |
| ----------- | ----------------------------------------------------------------------------------- | --------------------------------------------- | ------------------------------- | ---------------------------------- | ------------------------------------------------------------ |
| 3 febbraio  | Virginia Slims of Akron 1975 Akron, USA Sintetico indoor Singolare - Doppio         | Chris Evert 6–4, 3–6, 6–3                     | Margaret Court                  | Virginia Wade Ol'ga Morozova       | Martina Navrátilová Mima Jaušovec Nancy Gunter Julie Heldman |
| 3 febbraio  | Virginia Slims of Akron 1975 Akron, USA Sintetico indoor Singolare - Doppio         | Françoise Dürr Betty Stöve 7–5, 7–6           | Chris Evert Martina Navrátilová | Virginia Wade Ol'ga Morozova       | Martina Navrátilová Mima Jaušovec Nancy Gunter Julie Heldman |
| 10 febbraio | Virginia Slims of Chicago 1975 Chicago, USA Sintetico indoor Singolare - Doppio     | Margaret Court 6–3, 3–6, 6–2                  | Martina Navrátilová             | Chris Evert Wendy Overton          | Julie Heldman Ol'ga Morozova Nancy Gunter Evonne Goolagong   |
| 10 febbraio | Virginia Slims of Chicago 1975 Chicago, USA Sintetico indoor Singolare - Doppio     | Chris Evert Martina Navrátilová 6–2, 7–5      | Margaret Court Ol'ga Morozova   | Chris Evert Wendy Overton          | Julie Heldman Ol'ga Morozova Nancy Gunter Evonne Goolagong   |
| 18 febbraio | Virginia Slims of Detroit 1975 Detroit, MI, USA Sintetico indoor Singolare - Doppio | Evonne Goolagong 6–3, 3–6, 6–3                | Margaret Court                  | Martina Navrátilová Françoise Dürr | Mareen Louie Betty Stöve Ol'ga Morozova Raquel Giscafré      |
| 18 febbraio | Virginia Slims of Detroit 1975 Detroit, MI, USA Sintetico indoor Singolare - Doppio | Lesley Hunt Martina Navrátilová 2–6, 7–5, 6–2 | Françoise Dürr Betty Stöve      | Martina Navrátilová Françoise Dürr | Mareen Louie Betty Stöve Ol'ga Morozova Raquel Giscafré      |

## Marzo
| Settimana | Torneo                                                                                  | Vincitrici                                    | Finaliste                       | Semifinaliste                        | Eliminate ai quarti                                        |
| --------- | --------------------------------------------------------------------------------------- | --------------------------------------------- | ------------------------------- | ------------------------------------ | ---------------------------------------------------------- |
| 3 marzo   | Virginia Slims of Boston 1975 Boston, USA Sintetico indoor Singolare - Doppio           | Martina Navrátilová 6–2, 4–6, 6–3             | Evonne Goolagong                | Margaret Court Chris Evert           | Helen Gourlay Virginia Wade Ol'ga Morozova Julie Heldman   |
| 3 marzo   | Virginia Slims of Boston 1975 Boston, USA Sintetico indoor Singolare - Doppio           | Rosie Casals Billie Jean King 6–3, 6–4        | Chris Evert Martina Navrátilová | Margaret Court Chris Evert           | Helen Gourlay Virginia Wade Ol'ga Morozova Julie Heldman   |
| 10 marzo  | Virginia Slims of Houston 1975 Houston, Texas, USA Sintetico indoor Singolare - Doppio  | Chris Evert 6–3, 6–2                          | Margaret Court                  | Ol'ga Morozova Evonne Goolagong      | Françoise Dürr Virginia Wade Laura DuPont Mona Schallau    |
| 10 marzo  | Virginia Slims of Houston 1975 Houston, Texas, USA Sintetico indoor Singolare - Doppio  | Françoise Dürr Betty Stöve 2–6, 6–3, 7–6(2)   | Evonne Goolagong Virginia Wade  | Ol'ga Morozova Evonne Goolagong      | Françoise Dürr Virginia Wade Laura DuPont Mona Schallau    |
| 17 marzo  | Virginia Slims of Dallas 1975 Dallas, USA Sintetico indoor Singolare - Doppio           | Virginia Wade 2–6, 7–6(3), 4–3 ritiro         | Martina Navrátilová             | Françoise Dürr Evonne Goolagong      | Terry Holladay Ol'ga Morozova Sue Stap Julie Heldman       |
| 17 marzo  | Virginia Slims of Dallas 1975 Dallas, USA Sintetico indoor Singolare - Doppio           | Françoise Dürr Betty Stöve 7–6(4), 6–2        | Mona Schallau Julie Anthony     | Françoise Dürr Evonne Goolagong      | Terry Holladay Ol'ga Morozova Sue Stap Julie Heldman       |
| 24 marzo  | Virginia Slims of Philadelphia 1975 Filadelfia, USA Sintetico indoor Singolare - Doppio | Virginia Wade 7–6, 6–4                        | Chris Evert                     | Billie Jean King Martina Navrátilová | Wendy Overton Evonne Goolagong Ol'ga Morozova Nancy Gunter |
| 24 marzo  | Virginia Slims of Philadelphia 1975 Filadelfia, USA Sintetico indoor Singolare - Doppio | Evonne Goolagong Betty Stöve 4–6, 6–4, 7–6(3) | Rosie Casals Billie Jean King   | Billie Jean King Martina Navrátilová | Wendy Overton Evonne Goolagong Ol'ga Morozova Nancy Gunter |

## Aprile
| Settimana | Torneo                                                                        | Vincitrici           | Finaliste           | Semifinaliste     | Semifinaliste    | Eliminate ai quarti                                                                         |
| --------- | ----------------------------------------------------------------------------- | -------------------- | ------------------- | ----------------- | ---------------- | ------------------------------------------------------------------------------------------- |
| 1º aprile | Virginia Slims Championships 1975 Los Angeles, USA Sintetico indoor Singolare | Chris Evert 6–4, 6–2 | Martina Navrátilová | Terzo posto       | Quarto posto     | Round Robin Gruppo oro Ol'ga Morozova Marcie Louie Gruppo verde Julie Heldman Mona Schallau |
| 1º aprile | Virginia Slims Championships 1975 Los Angeles, USA Sintetico indoor Singolare | Chris Evert 6–4, 6–2 | Martina Navrátilová | Virginia Wade 8–5 | Evonne Goolagong | Round Robin Gruppo oro Ol'ga Morozova Marcie Louie Gruppo verde Julie Heldman Mona Schallau |

## Maggio
Nessun evento

## Giugno
Nessun evento

## Luglio
Nessun evento

## Agosto
Nessun evento

## Settembre
Nessun evento

## Ottobre
Nessun evento

## Novembre
Nessun evento

## Dicembre
Nessun evento